# 플루오로유라실
플루오로유라실(fluorouracil, 5-FU, 상표명: Adrucil 등), 또는 플루오로우라실은 암 치료에 사용되는 약물이다. 정맥 주사를 통해 투여 시에는 대장암, 식도암, 위암, 췌장암, 유방암, 자궁경부암을 대상으로 사용된다. 크림으로 투여할 경우 광선각화증, 기저 세포암, 피부 사마귀에 사용된다.
주사를 통해 투여할 경우 대부분의 사람들에게 부작용으로 발전하는데, 일반적인 부작용으로는 구강염, 식욕 부진, 혈구 감소, 탈모, 피부염이 포함된다. 크림으로 투여할 경우 적용 부위의 가려움이 발생할 수 있다. 해당 두 가지 투여 방식의 경우 임신 중에 투여 시 태아에 위험을 초래할 수 있다. 플루오로유라실은 대사길항물질이자 피리미딘 유사 계열의 약물이다. 동작 원리는 완전히 밝혀진 것은 아니지만 티미딜산합성효소의 동작의 차단을 수행함으로써 DNA의 생성을 중단시키는 것으로 간주된다.
플루오로유라실은 1956년 특허를 받았으며 1962년 의학용으로 사용되기 시작했다. 의료제도에 필수적인 가장 효과적이고 안전한 의약품 목록인 WHO 필수 의약품 목록에 등재되어 있다. 개발도상국의 도매가는 500 mg 약병 기준으로 대략 US$1.18–3.40이다. 영국에서의 비용은 NHS 기준 대략 6.40 파운드이다. 미국 내 비용은 대략 $18.71이다.

## 상호작용 경로
Click on genes, proteins and metabolites below to link to respective articles.
1. ↑  The interactive pathway map can be edited at WikiPathways: “FluoropyrimidineActivity_WP1601”.